# آرسنيو إريكو
آرسنيو إريكو (بالإسبانية: Arsenio Erico)‏ مواليد 30 مارس 1915 في أسونسيون - الوفاة 23 يوليو 1977 في بوينس آيرس، هو لاعب كرة قدم سابق باراغواياني كان يلعب كمهاجم.

## المسيرة الاحترافية

### أندية لعب لها
- ناسيونال أسونسيون
- إنديبندينتي
- ناسيونال أسونسيون
- هوراكان